# 1976年イギリス労働党党首選挙

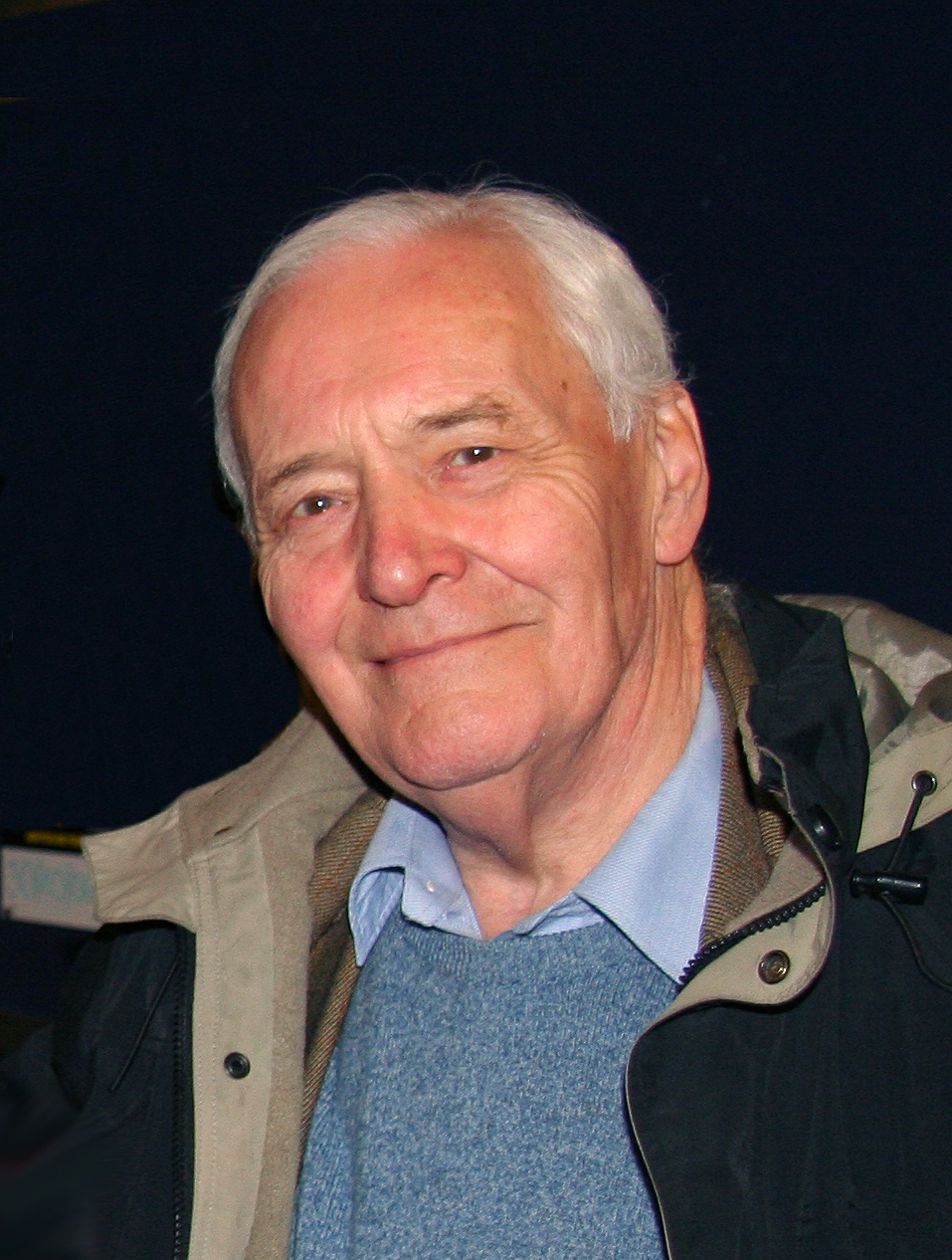
トニー・ベン

1976年イギリス労働党党首選挙（Labour Party leadership election of 1976）は、イギリスの政党・労働党の党首を決定した選挙。前党首・ハロルド・ウィルソンの辞任をもって開催された。労働党は与党であったため、事実上イギリスの首相を決めた選挙でもある。

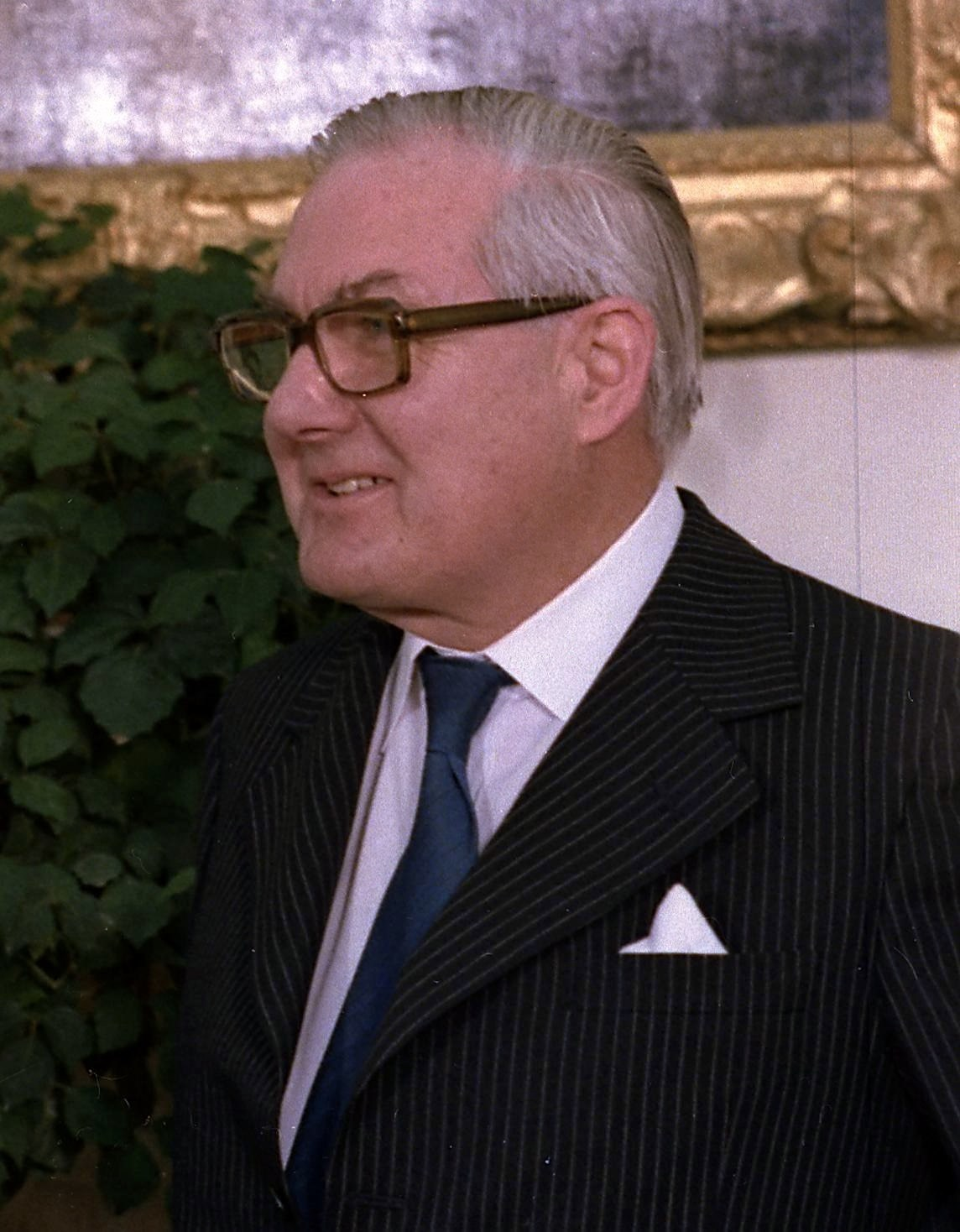
新党首・首相に選ばれたジェームズ・キャラハン

マイケル・フット雇用大臣、ジェームズ・キャラハン外務大臣、ロイ・ジェンキンス内務大臣、デニス・ヒーリー財務大臣、トニー・ベンエネルギー担当大臣、アンソニー・クロスランド環境大臣の6人が立候補し、第1回投票は3月25日に行われた。
結果、ジェームズ・キャラハンが新党首に就任し、同時に新首相に就任した。

## 投票結果

### 第1回投票
| 第1回投票：1976年3月25日 | 第1回投票：1976年3月25日 | 第1回投票：1976年3月25日 |
| 候補者                   | 得票数                   | 得票率                   |
| ------------------------ | ------------------------ | ------------------------ |
| マイケル・フット         | 90                       | 28.7%                    |
| ジェームズ・キャラハン   | 84                       | 26.8%                    |
| ロイ・ジェンキンス       | 56                       | 17.8%                    |
| トニー・ベン             | 37                       | 11.8%                    |
| デニス・ヒーリー         | 30                       | 9.6%                     |
| アンソニー・クロスランド | 17                       | 5.3%                     |
| 得票差                   | 6                        | 1.9%                     |
| 有効投票数               | 314                      |                          |
| 第2回投票へ              |                          |                          |

第1回投票の結果、ジェンキンス、ベン、クロスランドが撤退した。

### 第2回投票
| 第2回投票：1976年3月30日 | 第2回投票：1976年3月30日 | 第2回投票：1976年3月30日 |
| 候補者                   | 得票数                   | 得票率                   |
| ------------------------ | ------------------------ | ------------------------ |
| ジェームズ・キャラハン   | 141                      | 45.2%                    |
| マイケル・フット         | 133                      | 42.6%                    |
| デニス・ヒーリー         | 38                       | 12.2%                    |
| 得票差                   | 8                        | 2.6%                     |
| 有効投票数               | 312                      |                          |
| 決選投票へ               |                          |                          |

どの候補者も過半数の得票を得られなかったため、最下位のヒーリーを排除して、決選投票が行われることになった。

### 決選投票
| 決選投票：1976年4月5日   | 決選投票：1976年4月5日 | 決選投票：1976年4月5日 |
| 候補者                   | 得票数                 | 得票率                 |
| ------------------------ | ---------------------- | ---------------------- |
| ジェームズ・キャラハン   | 176                    | 56.2%                  |
| マイケル・フット         | 137                    | 43.8%                  |
| 得票差                   | 39                     | 12.4%                  |
| 有効投票数               | 313                    |                        |
| キャラハンが新党首に就任 |                        |                        |

キャラハンが新党首に選出され、即座に新首相に就任した。